# 番組ラインナップ
『番組ラインナップ』（ばんぐみラインナップ）は、2007年から2011年7月23日まで広島テレビで放送された番宣番組。

## 内容
広島テレビで放送される番組の中からおすすめの番組を紹介していた。また、地上デジタル放送開始時からハイビジョン放送を実施していたが、開始直後には日本テレビからの番宣がSDだったため、番組のオープニングとエンディングならびに自社製作番組の映像のみでHD放送を行っていたが、11月4日ごろから日本テレビからの映像もHDになったため、その後は一部番宣を除いて全編でHD放送を実施していた。
元は『もっと、きっと広テレ』というタイトルの番組だったが、2007年に同タイトルでの放送を終了し、『番組ラインナップ』と改題した。しかし、4月1日現在ではEPGの番組説明だけ「番組ラインナップ」で、オープニングとエンディングにはいまだに「もっと、きっと広テレ」が使われている。2007年10月からはオープニングとエンディングに「家族向上チャンネル・広テレじゃん!」を使用していたが、EPGは「番組ラインナップ」のままだった。

## 出演者
- 井ノ口あさ子（当時広島テレビアナウンサー）
- 西名みずほ（広島テレビアナウンサー、井ノ口の後任者）

## 放送時間
- 番組との間に随時放送